# Юнацька збірна Сербії з футболу (U-19)
Юнацька збірна Сербії з футболу (U-19) — національна футбольна збірна Сербії, що складається із гравців віком до 19 років. Керівництво командою здійснює Футбольний союз Сербії. 
Вважається правонаступницею відповідних юнацьких збірних команд, що представляли СФРЮ, СР Югославію, а також Сербію і Чорногорію. При цьому до зміни формату юнацьких чемпіонатів Європи у 2001 році функціонувала як збірна до 18 років.
Головним турніром для команди є Юнацький чемпіонат Європи з футболу (U-19), успішний виступ на якому дозволяє отримати путівку на Молодіжний чемпіонат світу, у якому команда бере участь вже у форматі збірної U-20. Також може брати участь у товариських і регіональних змаганнях.

## Юнацький чемпіонат Європи з футболу (U-19)
| Представляла        | Рік    | Результат                | І                        | В                        | Н                        | П                        | Г+                       | Г-                       |                          |
| ------------------- | ------ | ------------------------ | ------------------------ | ------------------------ | ------------------------ | ------------------------ | ------------------------ | ------------------------ | ------------------------ |
| Сербія і Чорногорія | 2002   | не кваліфікувалася       | не кваліфікувалася       | не кваліфікувалася       | не кваліфікувалася       | не кваліфікувалася       | не кваліфікувалася       | не кваліфікувалася       | не кваліфікувалася       |
| Сербія і Чорногорія | 2003   | не кваліфікувалася       | не кваліфікувалася       | не кваліфікувалася       | не кваліфікувалася       | не кваліфікувалася       | не кваліфікувалася       | не кваліфікувалася       | не кваліфікувалася       |
| Сербія і Чорногорія | 2004   | не кваліфікувалася       | не кваліфікувалася       | не кваліфікувалася       | не кваліфікувалася       | не кваліфікувалася       | не кваліфікувалася       | не кваліфікувалася       | не кваліфікувалася       |
| Сербія і Чорногорія | 2005   | півфінали                | 4                        | 3                        | 0                        | 1                        | 9                        | 5                        |                          |
| Сербія і Чорногорія | 2006   | не кваліфікувалася       | не кваліфікувалася       | не кваліфікувалася       | не кваліфікувалася       | не кваліфікувалася       | не кваліфікувалася       | не кваліфікувалася       | не кваліфікувалася       |
| Сербія              | 2007   | груповий етап            | 3                        | 1                        | 0                        | 2                        | 10                       | 10                       |                          |
| Сербія              | 2008   | не кваліфікувалася       | не кваліфікувалася       | не кваліфікувалася       | не кваліфікувалася       | не кваліфікувалася       | не кваліфікувалася       | не кваліфікувалася       | не кваліфікувалася       |
| Сербія              | 2009   | півфінали                | 4                        | 2                        | 1                        | 1                        | 5                        | 5                        |                          |
| Сербія              | 2010   | не кваліфікувалася       | не кваліфікувалася       | не кваліфікувалася       | не кваліфікувалася       | не кваліфікувалася       | не кваліфікувалася       | не кваліфікувалася       | не кваліфікувалася       |
| Сербія              | 2011   | півфінали                | 4                        | 1                        | 1                        | 2                        | 5                        | 9                        |                          |
| Сербія              | 2012   | груповий етап            | 3                        | 0                        | 0                        | 3                        | 1                        | 8                        |                          |
| Сербія              | 2013   | переможець               | 5                        | 3                        | 2                        | 0                        | 7                        | 4                        |                          |
| Сербія              | 2014   | півфінали                | 4                        | 1                        | 3                        | 0                        | 4                        | 3                        |                          |
| Сербія              | 2015   | не кваліфікувалася       | не кваліфікувалася       | не кваліфікувалася       | не кваліфікувалася       | не кваліфікувалася       | не кваліфікувалася       | не кваліфікувалася       | не кваліфікувалася       |
| Сербія              | 2016   | не кваліфікувалася       | не кваліфікувалася       | не кваліфікувалася       | не кваліфікувалася       | не кваліфікувалася       | не кваліфікувалася       | не кваліфікувалася       | не кваліфікувалася       |
| Сербія              | 2017   | не кваліфікувалася       | не кваліфікувалася       | не кваліфікувалася       | не кваліфікувалася       | не кваліфікувалася       | не кваліфікувалася       | не кваліфікувалася       | не кваліфікувалася       |
| Сербія              | 2018   | не кваліфікувалася       | не кваліфікувалася       | не кваліфікувалася       | не кваліфікувалася       | не кваліфікувалася       | не кваліфікувалася       | не кваліфікувалася       | не кваліфікувалася       |
| Сербія              | 2019   | не кваліфікувалася       | не кваліфікувалася       | не кваліфікувалася       | не кваліфікувалася       | не кваліфікувалася       | не кваліфікувалася       | не кваліфікувалася       | не кваліфікувалася       |
| Сербія              | 2020   | Скасовано через COVID-19 | Скасовано через COVID-19 | Скасовано через COVID-19 | Скасовано через COVID-19 | Скасовано через COVID-19 | Скасовано через COVID-19 | Скасовано через COVID-19 | Скасовано через COVID-19 |
| Сербія              | 2021   | Скасовано через COVID-19 | Скасовано через COVID-19 | Скасовано через COVID-19 | Скасовано через COVID-19 | Скасовано через COVID-19 | Скасовано через COVID-19 | Скасовано через COVID-19 | Скасовано через COVID-19 |
| Сербія              | 2022   | груповий етап            | 3                        | 0                        | 1                        | 2                        | 4                        | 9                        |                          |
| Сербія              | 2023   | не кваліфікувалася       | не кваліфікувалася       | не кваліфікувалася       | не кваліфікувалася       | не кваліфікувалася       | не кваліфікувалася       | не кваліфікувалася       | не кваліфікувалася       |
| Сербія              | 2024   | не кваліфікувалася       | не кваліфікувалася       | не кваліфікувалася       | не кваліфікувалася       | не кваліфікувалася       | не кваліфікувалася       | не кваліфікувалася       | не кваліфікувалася       |
| Сербія              | 2025   | не кваліфікувалася       | не кваліфікувалася       | не кваліфікувалася       | не кваліфікувалася       | не кваліфікувалася       | не кваліфікувалася       | не кваліфікувалася       | не кваліфікувалася       |
| Усього              | Усього | 8/22                     | 30                       | 11                       | 8                        | 11                       | 45                       | 53                       |                          |

## Чемпіони 2013 року
- Предраг Райкович
- Петар Голубович
- Слободан Урошевич
- Сергій Милинкович-Савич
- Никола Антич
- Александар Филипович
- Огнєн Ожегович
- Деян Мелег
- Урош Джурджевич
- Марко Павловський
- Андрія Лукович
- Стефан Чупич
- Міят Гачинович
- Александар Митрович
- Милош Велькович
- Мілан Войводич
- Александар Чаврич
- Неманья Максимович

Головний тренерЛюбинко Друлович